# Strana socialistů Moldavské republiky
Strana socialistů Moldavské republiky (rumunsky Partidul Socialiștilor din Republica Moldova, zkratka PSRM) je demokratická socialistická politická strana v Moldavsku. Jedná se o populistickou stranu, která zastává euroskeptické a rusofilské názory, což se projevuje i u jejího dlouholetého bývalého předsedy Igora Dodona. Oproti podobně smýšlejícím středolevicovým evropským stranám se vyznačuje konzervativními názory na sociální otázky, které odrážejí silný sociální konzervatismus v zemi a vliv moldavské pravoslavné církve.
V letech 2005-2011 byla známá jako Strana socialistů Moldavska „Vlast" (Partidul Socialiștilor din Moldova "Patria-Rodina", PSMPR). V roce 2021 byl vytvořen Volební blok komunistů a socialistů se Stranou komunistů Moldavské republiky s cílem společné účasti v moldavských parlamentních volbách v roce 2021. Kvůli prosazování moldavštiny byla strana médii v sousedním Rumunsku označována za „protirumunskou".

## Historie
PSRM byla založena v roce 1997 členy Socialistické strany Moldavska. Zakládající sjezd se konal 29. června 1997 v Kišiněvě. Spolupředsedy nové strany byli zvoleni Veronica Abramciucová a Eduard Smirnov.
V moldavských parlamentních volbách v roce 1998 strana získala 0,59 % hlasů a nezískal žádného poslance. V moldavských parlamentních volbách v roce 2001 strana vytvořila volební blok Jednota s Republikánskou stranou Moldavska, která získala 0,46 % hlasů a nezískala žádného poslance. Ve volbách v roce 2006 strana vytvořila volební blok Vlast se Socialistickou stranou Moldavska; blok získal 4,9 % hlasů a nezískali žádného poslance. Parlamentních voleb v letech 2009 a 2010 se strana nezúčastnila a podpořila Stranu komunistů Moldavské republiky (PCRM). Předsedkyně strany Veronica Abramciucová byla zařazena na kandidátní listinu PCRM a zvolena do parlamentu Moldavské republiky. V roce 2011 do strany vstoupil Igor Dodon, bývalý člen PCRM, který byl 18. prosince 2011 zvolen jejím předsedou. Následně byla v parlamentu vytvořena skupina socialistů, jejímiž členy byli Dodon, Veronica Abramciucová a Zinaida Greceanîi.
Strana vyhrála moldavské parlamentní volby v roce 2014 s více než 20 % hlasů. Strana zůstala v opozici, protože dvěma středopravicovým, proevropským stranám se podařilo sestavit menšinovou vládu (Gaburiciho vláda) s vnější podporou PCRM.
V moldavských prezidentských volbách v roce 2016 byl Dodon zvolen novým moldavským prezidentem. Po volbách Dodon odstoupil z funkce předsedy strany a nahradila ho Zinaida Greceanîi. Po porážce v moldavských prezidentských volbách v roce 2020 se Dodon vrátil do funkce předsedy strany. Pro moldavské parlamentní volby v roce 2021 vytvořila volební alianci (Volební blok komunistů a socialistů) s PCRM, kterou porazila liberální, středopravicová Strana akce a solidarity.

## Politická pozice
Strana se označuje za demokratickou socialistickou. Zastává levicovou politiku v daňových otázkách a konzervativnější názory v sociálně-kulturních otázkách a vystupuje proti NATO, Evropské unii a prorusky. Členové strany podporují pojmenování státního jazyka moldavština. Mariana Vasilacheová, novinářka rumunské rozhlasové společnosti, označila stranu za propagátora moldavanismu. Navzdory podpoře moldavské suverenity mají někteří členové strany a poslanci parlamentu, například Alla Dolință, Anatolie Labuneț, Adrian Lebedinschi, Corneliu Furculița, Ghenadi Mitriuc a Radu Mudreac, rumunské občanství.
Strana odráží silný sociální konzervatismus země, prosazuje rodinné hodnoty a zastává tradicionalistické názory na práva LGBT v Moldavsku, což je v kontrastu s levicovými stranami v Evropě. V roce 2016 strana uspořádala Festival/pochod rodiny jako protiprotest proti pochodu „Beze strachu", který v Kišiněvě zorganizovala organizace GENDERDOC-M. Někteří moldavští a rumunští novináři také označili stranu za autoritářskou. Kritici také tvrdí, že média spojená s PSRM propagují falešné zprávy a proruskou propagandu.
V roce 2015 Igor Dodon prohlásil, že chce, aby se PSRM připojila k Socialistické internacionále. V dubnu 2021 strana podala žádost o vstup do této organizace.
PSRM činí Západ a Ukrajinu odpovědnými za rusko-ukrajinskou válku. Někteří novináři stranu také označili za protizápadní.

## Členové výkonného výboru
- Igor Dodon – výkonný tajemník
- Olga Cebotari
- Grigore Novac – poslanec, místopředseda parlamentní frakce
- Adela Răileanu – poslanec
- Maxim Lebedinschi

## Představitelé
Předsedové
- Veronica Abramciucová & Eduard Smirnov (1997–2011)
- Igor Dodon (2011–2016)
- Zinaida Greceanîi (2016–2020)
- Igor Dodon (2020–2021)

Výkonný tajemníci
- Vlad Batrîncea (2022–2023)
- Igor Dodon (2023–)

## Volební výsledky
PSRM se neúspěšně zúčastnila moldavských parlamentních voleb v letech 1998 a 2001. V moldavských parlamentních volbách v roce 2005 se strana účastnila jako součást volebního bloku Vlast a získala 4,97 % hlasů, což jí nestačilo ke vstupu do parlamentu, neboť nepřekročila volební práh 6,0 %. V parlamentních volbách v dubnu a červenci 2009 a v roce 2010 podpořila Stranu komunistů Moldavské republiky (PCRM). Její lídryně Veronica Abramciucová byla zařazena na kandidátní listinu PCRM.

### Parlamentní
| Volby   | Lídr                                 | Výsledky   | Výsledky   | Výsledky   | Výsledky   | Výsledky   | Postoj k vládě  |
| Volby   | Lídr                                 | Hlasy      | %          | +/–        | Mandáty    | +/–        | Postoj k vládě  |
| ------- | ------------------------------------ | ---------- | ---------- | ---------- | ---------- | ---------- | --------------- |
| 1998    | Veronica Abramciucová Eduard Smirnov | 9 514      | 0,59       | Nová       | 0/101      | Nová       | Mimo parlament  |
| 1998    | Veronica Abramciucová Eduard Smirnov | 9 514      | 0,59       | Nová       | 0/101      | Nová       | Mimo parlament  |
| 1998    | Veronica Abramciucová Eduard Smirnov | 9 514      | 0,59       | Nová       | 0/101      | Nová       | Mimo parlament  |
| 2001    | Veronica Abramciucová Eduard Smirnov | 7 277      | 0,46       | ▼ 0,13     | 0/101      | ▬ 0        | Mimo parlament  |
| 2005    | Veronica Abramciucová Eduard Smirnov | 77 490     | 4,97       | –          | 0/101      | ▬ 0        | Mimo parlament  |
| 2005    | Veronica Abramciucová Eduard Smirnov | 77 490     | 4,97       | –          | 0/101      | ▬ 0        | Mimo parlament  |
| 2009/04 | Veronica Abramciucová                | bez účasti | bez účasti | bez účasti | bez účasti | bez účasti | Mimo parlament  |
| 2009/07 | Veronica Abramciucová                | bez účasti | bez účasti | bez účasti | bez účasti | bez účasti | Mimo parlament  |
| 2010    | Veronica Abramciucová                | bez účasti | bez účasti | bez účasti | bez účasti | bez účasti | Mimo parlament  |
| 2010    | Veronica Abramciucová                | bez účasti | bez účasti | bez účasti | bez účasti | bez účasti | Opozice         |
| 2014    | Igor Dodon                           | 327 912    | 20,51      | –          | 25/101     | –          | Opozice         |
| 2014    | Igor Dodon                           | 327 912    | 20,51      | –          | 25/101     | –          | Opozice         |
| 2019    | Zinaida Greceanîi                    | 441 191    | 31,15      | ▲ 10,64    | 35/101     | ▲ 10       | Koalice         |
| 2019    | Zinaida Greceanîi                    | 441 191    | 31,15      | ▲ 10,64    | 35/101     | ▲ 10       | Koalice         |
| 2019    | Zinaida Greceanîi                    | 441 191    | 31,15      | ▲ 10,64    | 35/101     | ▲ 10       | Menšinová vláda |
| 2021    | Igor Dodon                           | 398 678    | 27,17      | –          | 22/101     | ▼ 13       | Opozice         |
| 2021    | Igor Dodon                           | 398 678    | 27,17      | –          | 22/101     | ▼ 13       | Opozice         |

### Prezidentské
| Volby     | Kandidát                      | První kolo | První kolo | Druhé kolo | Druhé kolo | Výsledek |
| Volby     | Kandidát                      | Hlasy      | %          | Hlasy      | %          | Výsledek |
| --------- | ----------------------------- | ---------- | ---------- | ---------- | ---------- | -------- |
| 2011–2012 | Nicolae Timofti (podpora)     | 62         | 61,39      | —          | —          | Zvolen   |
| 2016      | Igor Dodon                    | 680 550    | 47,98      | 834 081    | 52,11      | Zvolen   |
| 2020      | Igor Dodon                    | 439 866    | 32,61      | 690 614    | 42,28      | Prohra   |
| 2024      | Alexandr Stoianoglo (podpora) | 401 726    | 25,98      | 750 370    | 44,65      | Prohra   |

### Místní volby

#### Okresní a municipalitní úřady
| Volby | Hlasy   | %     | Mandáty  |
| ----- | ------- | ----- | -------- |
| 2019  | 291 257 | 27,08 | 326/1116 |
| 2023  |         |       | 256/1086 |

#### Městské a obecní rady
| Volby | Hlasy   | %     | Mandáty    |
| ----- | ------- | ----- | ---------- |
| 2019  | 227 875 | 28,51 | 2986/10472 |
| 2023  |         |       | 2282/9972  |

#### Starostové
| Volby | Hlasy | %     | Mandáty |
| ----- | ----- | ----- | ------- |
| 2019  | 206   | 22,9  | 206/898 |
| 2023  | 144   | 16,09 | 144/898 |